# Acytolepis puspinus
Acytolepis puspinus är en fjärilsart som beskrevs av Napoleon Manuel Kheil 1884. Acytolepis puspinus ingår i släktet Acytolepis och familjen juvelvingar. Inga underarter finns listade i Catalogue of Life.